# Daijosai
Le Daijō-sai (大嘗祭)  est une cérémonie d'intronisation de l'empereur japonais. Il s'agit du premier Niiname-sai du règne d'un nouvel empereur,. La dernière célébration a eu lieu en 2019. Certains critiquent cette cérémonie en disant qu'elle viole la séparation de l'église et de l'État.
| Rituel impérial japonais (en) modifier                                                     |
| Janvier                                                                                    |
| Shihohai・Saiten-sai (ja)                                                                  |
| Genshi-sai (ja)                                                                            |
| Début de la performance musicale (ja)                                                      |
| Festival de l'Empereur Showa (Festival de l'Empereur précédent (ja))                       |
| Festival de l'Empereur Kōmei                                                               |
| Février                                                                                    |
| Kinen-sai                                                                                  |
| Anniversaire de l'empereur                                                                 |
| Mars                                                                                       |
| Festival de l'apaisement des fleurs - Ōmiwa-jinja                                          |
| Kōreisai (en) du printemps Festival du sanctuaire du printemps Festival du sanctuaire (ja) |
| Avril                                                                                      |
| Festival des vêtements sacrés - Sanctuaire d'Ise                                           |
| Festival Saegusa - Isagawa-jinja                                                           |
| Festival du Grand Tabou - Hirose-jinja                                                     |
| Festival du dieu du vent - Tatsuta-taisha                                                  |
| Festival Jimmu (ja)・Kōrei-den (en) Kagura                                                 |
| Juin                                                                                       |
| Rituel de la lune (ja)                                                                     |
| Festival de l'apaisement du feu (ja)                                                       |
| Festival de la route (ja)                                                                  |
| Yoori・Ōharae-shiki                                                                        |
| Juillet                                                                                    |
| Festival du Grand Tabou - Hirose-jinja                                                     |
| Festival du dieu du vent - Tatsuta-taisha                                                  |
| Septembre                                                                                  |
| Festival des vêtements sacrés - Sanctuaire d'Ise                                           |
| Kōreisai (en) d'automne Festival du sanctuaire d'automne Festival du sanctuaire (ja)       |
| Festival Kannamesai (en) - Sanctuaire d'Ise                                                |
| Novembre                                                                                   |
| Festival Ainame (ja)                                                                       |
| Festival de l'apaisement des âmes                                                          |
| Niiname-sai (Daijosai)                                                                     |
| Décembre                                                                                   |
| Kashiko dokoro (ja) Kagura sacré                                                           |
| Festival de l'Empereur Taishō                                                              |
| Rituel de la lune (ja)                                                                     |
| Festival de l'apaisement du feu (ja)                                                       |
| Festival de la route (ja)                                                                  |
| Yoori・Ōharae-shiki                                                                        |

## Galerie

Daijosai
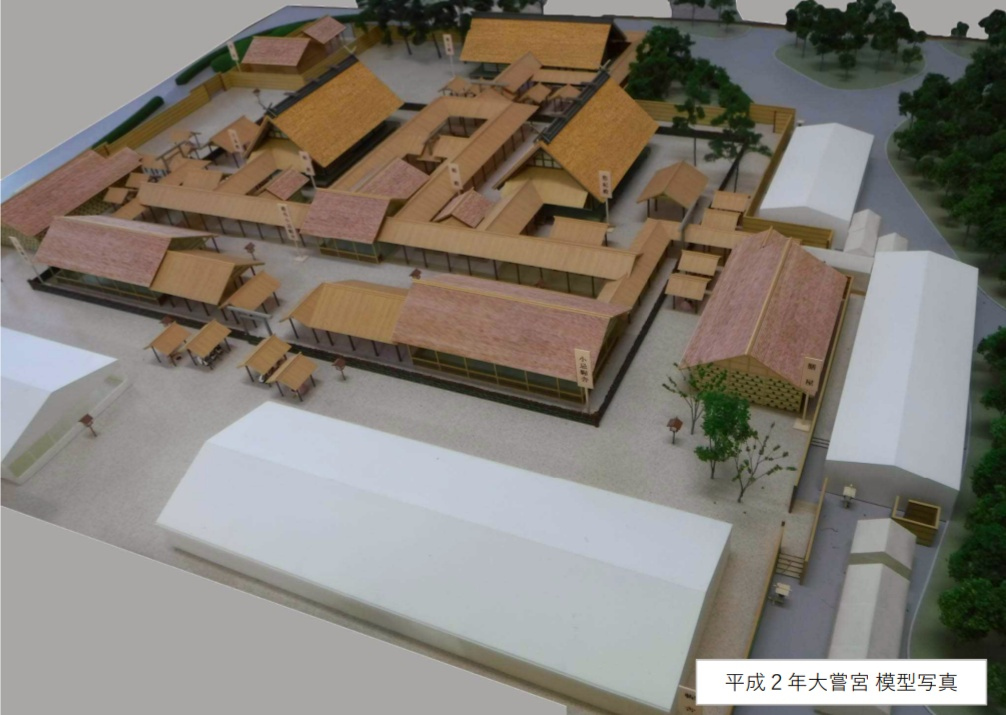
Maquette du daijokyu de l'ère Heisei, construite en 1990
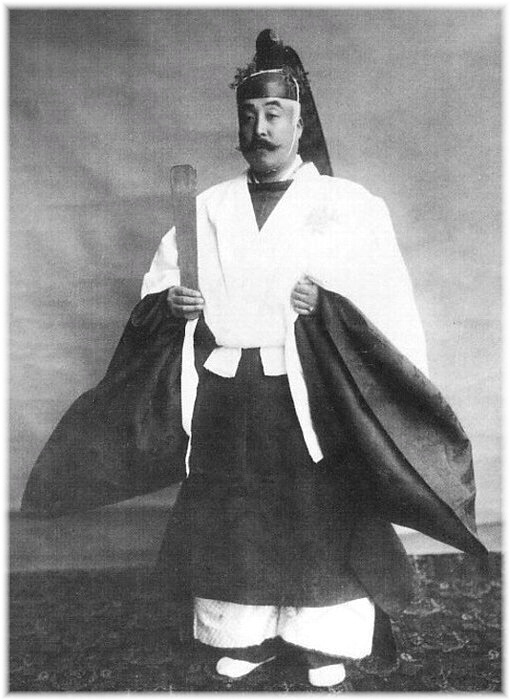
Le prince Nashimoto Morimasa à la cérémonie de l'empereur Taishō
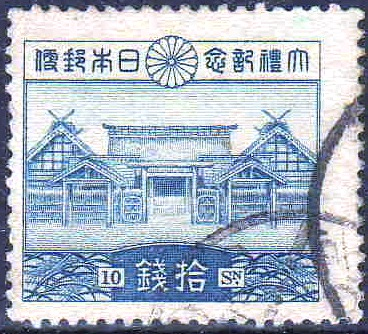
Le daijokyu, où se tenait le festival, est représenté sur un timbre-poste commémorant l'avènement de l'empereur Showa et du Daijosai.
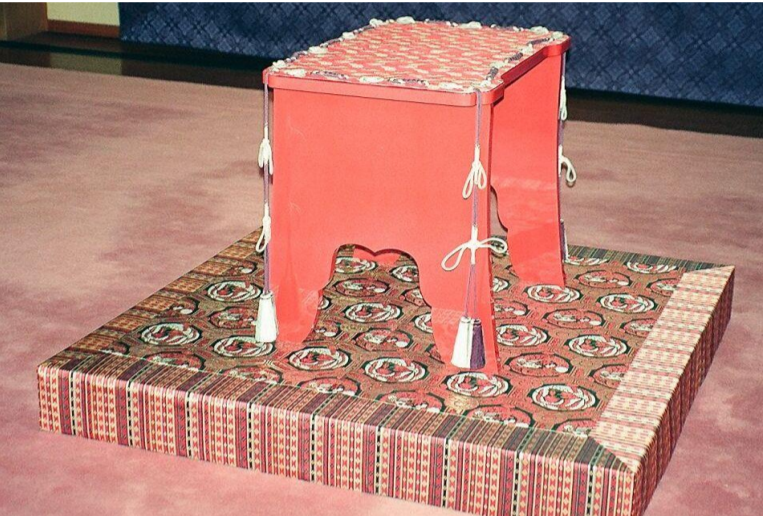
Une table en laque rouge pour contenir l'épée et le bijou des insignes impériaux
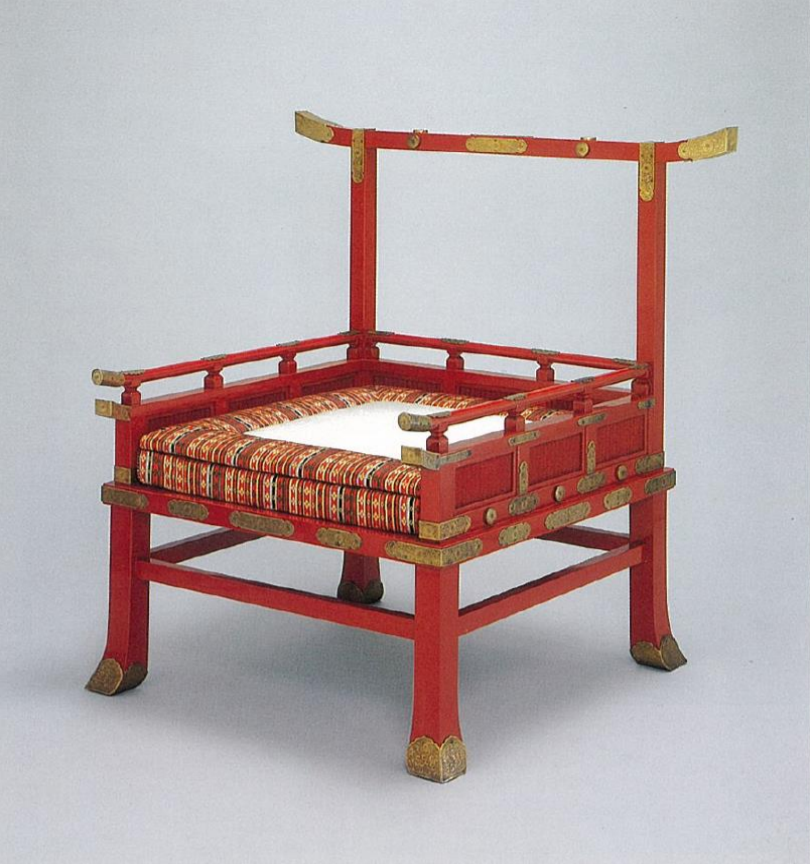
Trône impérial
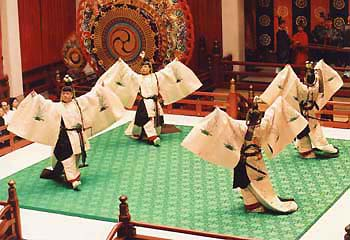
Danse traditionnelle de l'est du Japon, exécutée lors des rituels du Yukiden.
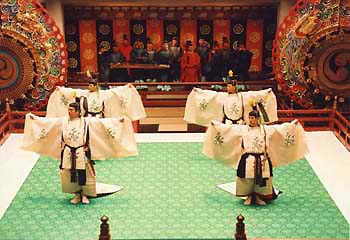
Danse traditionnelle de l'ouest du Japon, exécutée lors des rituels du Sukiden.
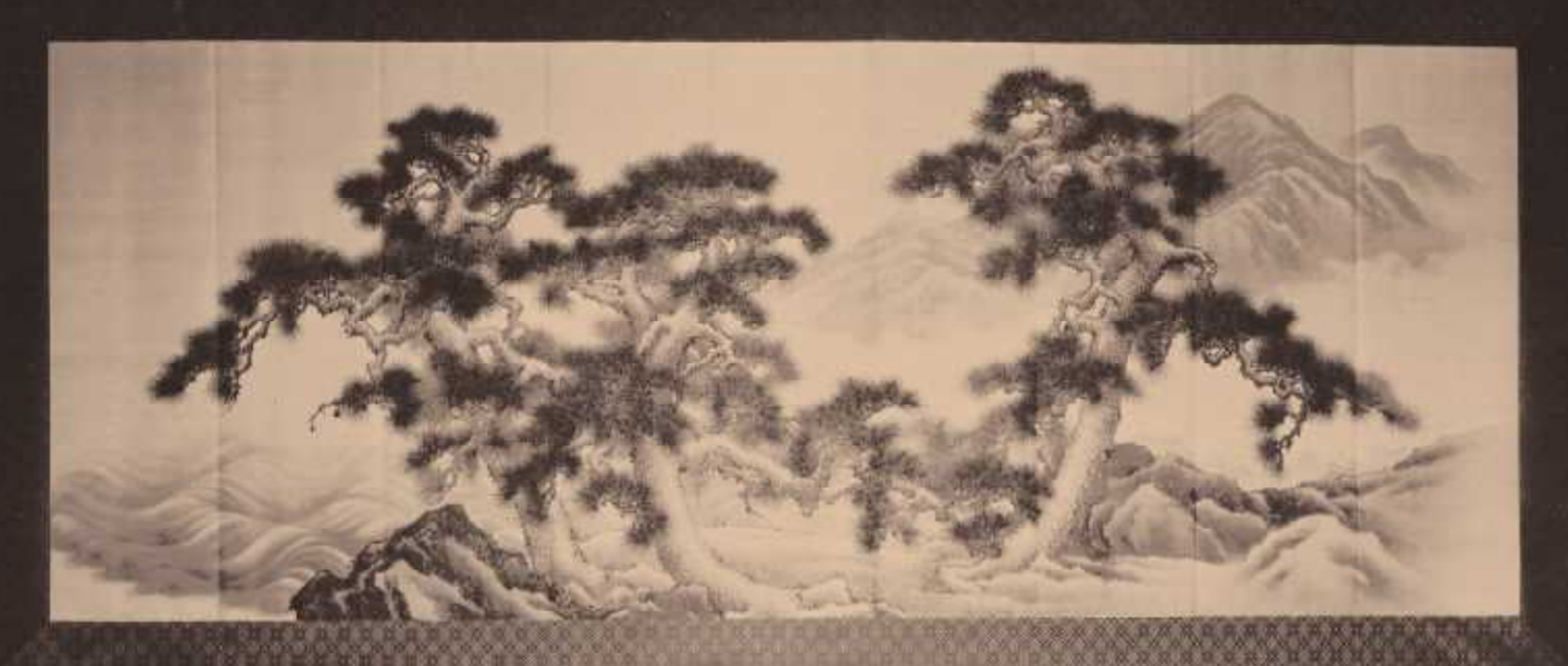
Kinshitsu Kakusa (du Showa Tairekiroku)

## Remarques
1. 1 2  Ceci est un exemple de festival. Les trois derniers empereurs ont leur festival célébré